# Аветисян, Ашот Грачевич
Ашот Грачевич Аветисян (8 декабря 1953, Армянская ССР) — советский боксёр, мастер спорта международного класса СССР, заслуженный тренер Армении, победитель VI летней Спартакиады народов СССР 1975 года, командный чемпион Европы, чемпион СССР 1975 года, многократный чемпион Армении, победитель международных турниров в Голландии, Венгрии, Чехословакии, Иране, Афганистане, полковник МВД РА.

## Биография

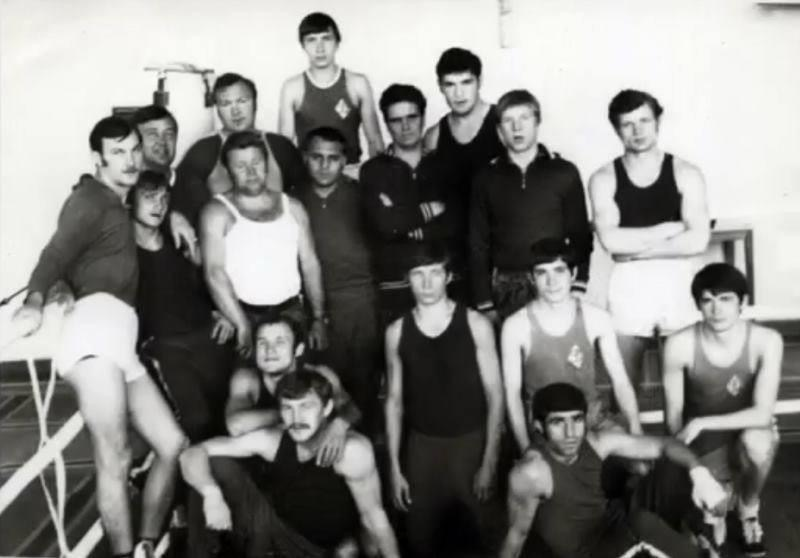
Сборная команда СССР по боксу 1972

### Ранние годы
Ашот Грачевич Аветисян родился 8 декабря 1953 г. в Ереване. В детстве до 15 лет увлекался футболом, но посмотрев по телевизору финальные соревнования олимпийских игр в Мехико 1968 года, где победителем стал советский боксёр, четырёхкратный чемпион СССР Валериан Соколов, воодушевился и начал всерьез заниматься боксом в 15 лет, у заслуженного тренера СССР и Армении Вальтера Мкртичовича Атанесяна.

### Карьера
В 1968 году стал чемпионом Армении.
В 1970 году стал бронзовым призером СССР среди юношей.
В 1971 году уже дебютировал в составе сборной команды СССР на международном турнире в Минске и занял третье место.
В 1972 году стал чемпионом ВЦСПС.
1973 году стал серебряным призером чемпионата Советского Союза среди взрослых. В финале уступил олимпийскому чемпиону Валериану Соколову (человеку, который воодушевил его заняться боксом и стал его спортивным кумиром). В том же году стал чемпионом международного турнира в Венгрии, в составе сборной команды Советского Союза.
1974 году стал бронзовым призером чемпионата СССР и серебряным в международном турнире «Черный тюльпан» в Амстердаме, где был признан лучшим боксером соревнований, а в международном турнире в Роттердаме взял золотую медаль. В том же году стал победителем матчевой встречи между сборными командами Советского Союза и США, который проходил в Кисловодске. Одержал победу над Уильемом Берри. В том же году стал чемпионом международного турнира в Чехословакии, где так же был признан лучшим боксером соревнований.
1975 году VI летняя Спартакиада народов СССР по боксу проходила в Ташкенте. После четырех побед над именитыми спортсменами Ашот Аветисян в финале уже во второй раз вышел против своего спортивного кумира (1968 г. увидев финал олимпийских игр по боксу в Мехико, где Валериан Соколов стал олимпийским чемпионом, он начал заниматься боксом) выиграл и стал чемпионом Советского Союза и победителем VI летней Спартакиады народов СССР.
После Спартакиады народов СССР Ашот Аветисян был включен в сборную команду СССР которая приняла участие на чемпионате Европе в Катовице (Польша). В первом круге соревнований Ашот Аветисян встретился с действующим чемпионом Европы немцем Штефен Фоестером, которого победил и вышел ¼ финала. Там же встретился с будущим чемпионом Европы, венгром, учеником великого боксера Ласло Паппа, Тибором Бадари, которому проиграл по очкам в спорном бою. В итоге стал командным чемпионом Европы.
В 1978 году в качестве капитана сборной Армении стал чемпионом международного турнира в Афганистане. В том же году был чемпионом товарищеских встреч сборных Армении и Ирана в Тегеране, где был удостоен звания Лучшего боксера.
В 1979 году был капитаном сборной команды Армении и завоевал бронзовую медаль на Спартакиаде народов СССР.
В 1980—1982 годах дважды выигрывал Чемпионат Вооружённых Сил СССР.

### Тренерская карьера
Начиная с 1980 года по сей день работает тренером по боксу и передает свои навыки молодому поколению в олимпийской детско-юношеской школе бокса имени олимпийского чемпиона Владимира Енгибаряна. 

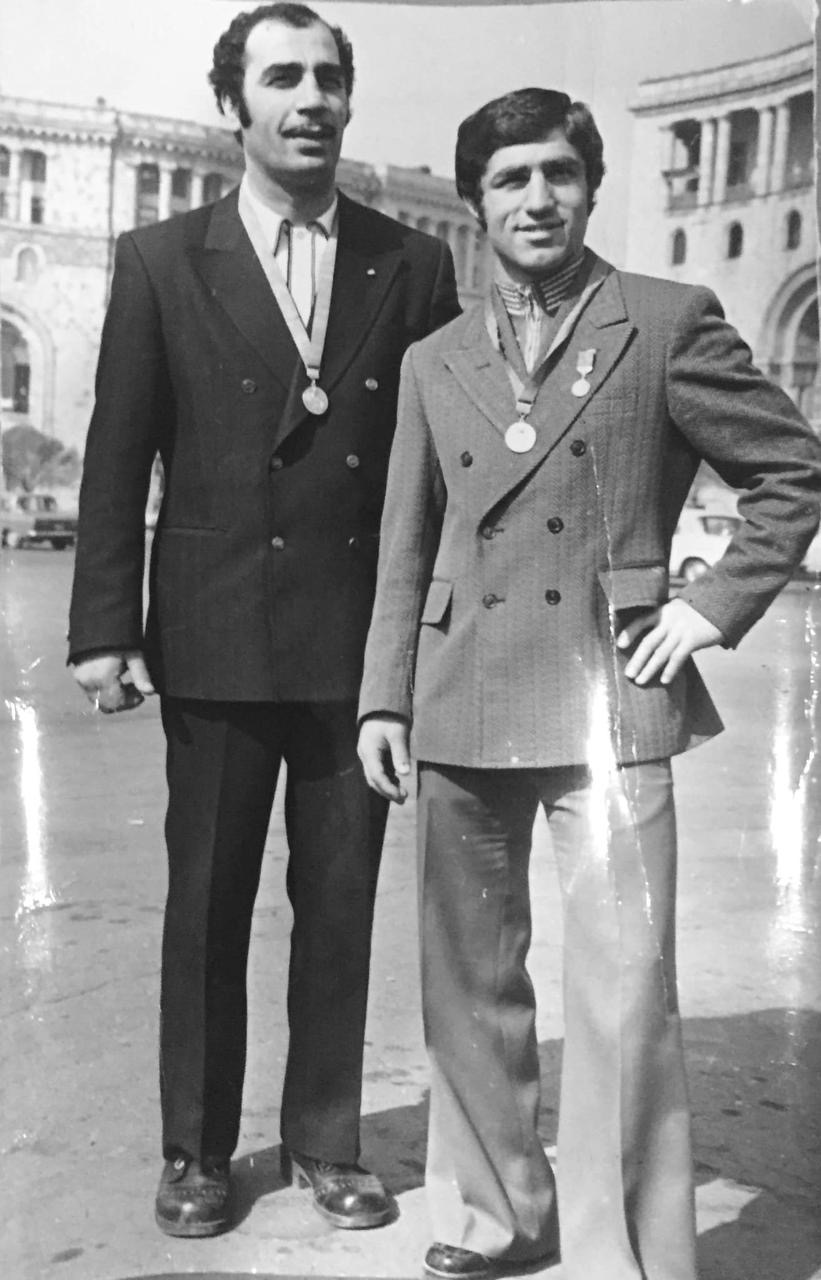
Ашот Аветисян со своим тренером Вальтером Атанесяном

1985 году в спортивно-концертном комплексе имени Карена Демирчяна, после финала чемпионата СССР по боксу, прошли проводы Ашота Аветисяна из большого спорта.
На протяжении всей своей карьеры Ашот Аветисян провел 252 боя, одержал 231 победу (большинство нокаутом).
После завершения боксерской карьеры Аветисян занялся тренерской деятельностью. Воспитал целую плеяду армянских боксеров. Его ученики в разное время становились мастерами спорта международного класса СССР, мастерами спорта СССР, мастерами спорта международного класса Армении, мастерами спорта Армении (Артур Гегамян, Мхитар Ванесян, Левон Аветисян, Ованес Папазян, Сережа Акопян, Арно Дарчинян).
В 1993—1994 годах работал в Иране, в качестве старшего тренера округа Гилан(центр Рашт). За год смог поднять команду с 17-го места на 2-е проиграв в командном зачете только команде Тегерана (а в следующем году команда Гилана взяла командное чемпионство в чемпионате Ирана). После этого его ученики много раз становились чемпионами и призерами чемпионатов Азии и Ирана.
В 1994—2014 годах служил в МВД Республики Армении, был начальником Марашского (Мясникянского) РОВД полиции РА. Был награжден медалями за безупречную службу 1-й, 2-й, 3-й степени, отличником полиции и наградным оружием.
В 2019-м был награждён медалью им В. Енгибаряна Олимпийским комитетом Армении.
В 2021-м получил звание заслуженного тренера Армении.
С 2014 по 2023 год являлся директором спортивной школы «Норк-Мараш», где его усилиями были восстановлены зал борьбы и бокса, после чего ученик школы Оганнес Папазян стал серебряным призером чемпионата мира и Европы среди молодёжи.
В 2024 году приказом министра спорта Российской Федерации, за заслуги перед спортом в Советском Союзе был награжден золотой медалью в честь 100 летия со дня создания Государственного органа управления физической культуры и спорта.

## Награды
За безупречную службу 1-й, 2-й, 3-й степени.
Медаль им. Владимира Енгибаряна.
Золотая медаль в честь 100 летия со дня создания Государственного органа управления физической культуры и спорта.
Наградное оружие.